# Andreas Wallengren
Andreas Wallengren, född 1680 i Filipstad, Närkes och Värmlands län, död  1716, var en svensk domkyrkoorganist och musiklärare.

## Biografi
Wallengren föddes 1680 i Filipstad. Han var son till borgmästaren Olof Olofsson Wallengren (död 1704) och Elisabet Carlberg (1650–1692). Wallengren studerade vid Karlstads gymnasium och blev 1703 student vid Uppsala universitet. Han blev 1704 domkyrkoorganist i Karlstads stadsförsamling och rector canutus vid Karlstads gymnasium. Wallengren avled 1716.